# Lycostomus hedini
Lycostomus hedini là một loài bọ cánh cứng trong họ Lycidae. Loài này được Kleine miêu tả khoa học năm 1928.